# Angelika Slamová
Angelika Slamová (Dunajská Streda, 19 giugno 1994) è una cestista slovacca.

## Carriera
Con la Slovacchia ha disputato i Campionati europei del 2017.